# Franklin Delano Floyd

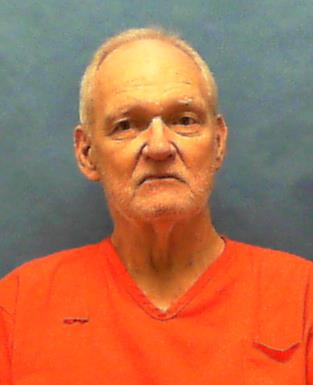
Franklin Delano Floyd

Franklin Delano Floyd (* 17. Juni 1943 in Barnesville, Georgia; † 23. Januar 2023 im Florida State Prison, Raiford, Florida) war ein zum Tode verurteilter US-amerikanischer Mörder, Sexualstraftäter, Entführer und mutmaßlicher Serienmörder.
Als Jugendlicher wurde er für die Entführung und den sexuellen Missbrauch eines Mädchens in Georgia verurteilt und für zehn Jahre inhaftiert. Kurz nach seiner Entlassung 1972 belästigte er eine Frau sexuell, tauchte danach unter und lebte 17 Jahre unter verschiedenen Alias-Namen. 1974 heiratete er eine vierfache Mutter in North Carolina, welche 1975 für 30 Tage in Haft ging. Während dieser Zeit ging er mit ihren Kindern fort. Die Mutter fand zwei Mädchen später in der örtlichen Wohlfahrt auf, ihr Sohn wurde erst 2019 lebend wiedergefunden und ihre Tochter Suzanne Marie Sevakis nahm Floyd mit sich. Er gab sie unter diversen Decknamen als seine eigene Tochter aus, bevor er sie 1989 heiratete. Bis zu ihrem ungeklärten Tod im April 1990 missbrauchte er Sevakis sexuell. Im gleichen Jahr wurde er als Franklin Delano Floyd verhaftet und seine falschen Identitäten flogen allmählich auf. In Haft kämpfte er um das Sorgerecht für Sevakis Sohn und sein Stiefkind Michael Anthony Hughes und entführte den Sechsjährigen nach seiner Entlassung 1994 aus der Schule. Floyd wurde Wochen später alleine in Louisville (Kentucky) verhaftet, und auch nach seiner Festnahme hielt er das Schicksal des Jungen geheim, welcher nie wieder gesehen wurde. Ermittler gingen davon aus, dass er den Jungen getötet hatte.
Für die Entführung von Hughes wurde Floyd im Jahr 1995 zu einer Freiheitsstrafe von über 50 Jahren verurteilt. 2003 wurde er für den vorsätzlichen Mord an Sevakis Arbeitskollegin Cheryl Ann Commesso im Jahr 1989 zum Tode verurteilt und wartete seitdem im Florida State Prison auf seine Hinrichtung durch letale Injektion. Zusätzlich gilt Floyd als Hauptverdächtiger für den Tod von Sevakis, deren wahre Identität er erst 2014 enthüllte. Diese war davor Jahrzehnte ungeklärt, da ihre Mutter nie eine Vermisstenanzeige gestellt hatte. Auch gab er an, Michael Anthony Hughes noch am Tag seiner Entführung durch zwei Kopfschüsse ermordet zu haben.
Die Verbrechen und das Leben des Franklin Delano Floyd erhielten in den Vereinigten Staaten eine gewisse mediale Rezeption. Demgegenüber blieb der Fall im deutschsprachigen Raum bis zu Veröffentlichung der Netflix-Dokumentation „Girl in the Picture“ weitgehend unbekannt.

## Frühes Leben

### Herkunft, Kindheit und Jugend
Franklin Delano Floyd wurde 1943 in Barnesville, Georgia, geboren und war das jüngste von fünf Kindern der Eheleute Thomas H. (1912–1944) und Della Jewel Floyd (1916–1968). Er erhielt die beiden Vornamen des zwei Jahre später verstorbenen Präsidenten Franklin Delano Roosevelt. Sein Vater arbeitete in einer Baumwollspinnerei, war schwer alkoholabhängig und schlug seine Frau sowie die Kinder regelmäßig. Kurz nach Franklins erstem Geburtstag starb der Vater an einem Nieren- und Leberversagen. Da seine Mutter mit der Versorgung und Erziehung der Kinder überfordert war, kam Floyd 1946 als Kleinkind mit seinen Geschwistern in das Georgia Baptist Children’s Home in Hapeville, Georgia. Dort wurden sie voneinander getrennt und mit Kindern in deren Altersgruppen zusammengebracht. Seine Kindheit im Heim beschrieb Floyd später als Folter. Er sei regelmäßig das Ziel psychischer und physischer Attacken der anderen Heimkinder aufgrund seines femininen Verhaltens gewesen. Beispielsweise sei ihm mit sechs Jahren ein Besen in den Anus eingeführt worden. Als Jugendlicher wurde er selbst häufig als Dieb und Schläger auffällig. Von den Heimbetreuern erfuhr er deshalb regelmäßig harte Bestrafungen. Im baptistischen Heim wurde in der Regel jegliche Verletzung der strikten Regeln bestraft. Als er als Jugendlicher masturbierend in seinem Zimmer entdeckt wurde, habe man ihn gezwungen, seine Hand in heißes Wasser einzutauchen. Später sei er auch ausgepeitscht worden. Weil er ausbrach und in einem Haus in der Nachbarschaft Essen stahl, musste er mit 16 Jahren das Heim verlassen und zog zu seiner Schwester Dorothy.
Auch bei seiner Schwester verursachte Floyd Probleme und wurde aus dem Haus gewiesen. In Indianapolis, Indiana suchte er nach seiner leiblichen Mutter Della. Er fand sie, musste jedoch erfahren, dass diese inzwischen der Prostitution nachging. Mit Dellas Hilfe besorgte er sich gefälschte Papiere und trat in Kalifornien in die U.S. Army ein, wo er jedoch nach sechs Monaten als minderjährig aufflog und entlassen wurde. Er versuchte erneut mit seiner Mutter in Kontakt zu treten, fand sie jedoch nicht und zog als Herumtreiber durch die Staaten.

### Erste Straftaten und Gefängnisaufenthalte
Am 19. Februar 1960 brach der 16-jährige Floyd in ein Sears-Kaufhaus in Inglewood, Kalifornien, ein, um sich eine Schusswaffe zu besorgen. Die alarmierte Polizei war schnell am Ort des Geschehens. Die Situation eskalierte und endete in einem Schusswechsel, bei dem Floyd einen Bauchschuss erlitt. Nach einer Notoperation erholte er sich rasch von seinen schweren Verletzungen. Nach seiner Genesung wurde er für ein Jahr in eine Jugendeinrichtung geschickt, aber schon bald auf Bewährung entlassen. Bereits 1961 wanderte er wieder hinter Gitter, nachdem er seine Bewährungsauflagen verletzt hatte, da er mit einem Freund zum Angeln nach Alaska oder Kanada gefahren war.
Nach dem Abbüßen seiner Strafe kehrte er im Mai 1962 nach Hapeville zurück und fand Arbeit beim Atlanta Municipal Airport. Bereits einen Monat später geriet sein geregeltes Leben jedoch erneut aus den Fugen. Er lockte ein vierjähriges Mädchen von einer Bowlinganlage in einen angrenzenden Wald und missbrauchte es sexuell. Für den Tatbestand der Kindesentführung und des sexuellen Missbrauchs eines Kindes wurde Floyd zu einer Freiheitsstrafe in Höhe von zehn bis zwanzig Jahren verurteilt, welche er im Georgia State Prison in Reidsville, Georgia, antrat. Im November desselben Jahres wurde er ins Milledgeville State Hospital überstellt, wo sein psychiatrischer Zustand ermittelt werden sollte. 1963 gelang ihm beim Transport zu einer Augenuntersuchung die Flucht und er stahl ein Fahrzeug, mit dem er nach Macon, Georgia, fuhr, wo er eine Waffe erwarb. Am 15. März überfiel er eine Filiale der Citizens & Southern National Bank und erbeutete über 6.000 US-Dollar. Er wurde schnell überführt, erhielt eine Haftstrafe in Höhe von 15 Jahren und wurde in die Chillicothe Correctional Institution in Chillicothe, Ohio, eingeliefert. Nach einem gescheiterten Fluchtversuch erhielt er zusätzlich zu seiner Strafe fünf weitere Jahre und wurde in der United States Penitentiary in Lewisburg, Pennsylvania, untergebracht. Dort wurde er aufgrund seines jungen Äußeren und seines Status als Pädophiler häufig von Mitinsassen vergewaltigt. Nachdem er aufs Dach des Gebäudes kletterte und mit Suizid drohte, wurde er ins United States Penitentiary Marion in Williamson County, Illinois, überstellt, wo er deutlich besser zurechtkam und den General Educational Development Test bestand. Im Februar 1968 wurde er zurück ins Georgia State Prison transferiert. Dort befreundete er sich mit dem Mithäftling David Dial, einem notorischen Kriminellen von massivem Körperbau. Dessen Boshaftigkeit machte vielen Häftlingen Angst und der schwache Floyd erhielt seinen Schutz. Seine Mutter Della, inzwischen Della Jarnot aufgrund der Heirat mit George Henry Jarnot, verstarb am 2. Juli 1968 und wurde auf dem Graceland Cemetery in Chicago, Illinois, begraben.

### Flucht und Beziehung mit Sandi Chipman
Im November 1972 entließ man den nun 29-jährigen Floyd nach zehnjähriger Strafverbüßung in eine Wohngemeinschaft für Haftentlassene. Am 27. Januar 1973 drängte er an einer Tankstelle eine Frau in deren Auto und belästigte sie sexuell. Der Frau gelang die Flucht und Floyd wurde wieder verhaftet. Er überzeugte David Dial, die Kaution für ihn zu hinterlegen, und wurde unter Auflagen entlassen. Floyd erschien jedoch nicht zum Gerichtstermin am 11. Juni 1973 und wurde zur Fahndung ausgeschrieben. Daraufhin verschwand der Name Franklin Delano Floyd vorerst für 17 Jahre von der Bildfläche.
Franklin Floyd kam zuerst bei seinem Freund David Dial in Newnan, Georgia, unter und begann, Alias-Namen zu verwenden, um seine wahre Identität zu verheimlichen. Im Jahr 1974 lernte er als Brandon Williams auf einer Raststätte in North Carolina die zweifach geschiedene Sandi Chipman, später auch Sandi Willet, kennen. Chipman hatte vier Kinder aus beiden Ehen: Suzanne Marie Sevakis (* 1969) aus erster Ehe mit Cliff Sevakis, sowie Allison (* 1971), Amy (* 1972) und Phillip Steven (* 1974) aus ihrer zweiten Ehe mit Dennis Brandenburg. Die beiden heirateten bereits nach einem Monat und zogen mit den Kindern nach Dallas, Texas.

## Leben mit Suzanne Marie Sevakis

### Entziehung der Kinder Chipmans
1975 kam Chipman wegen Scheckbetrugs für 30 Tage in Haft und ließ die Kinder bei ihrem Mann Brandon Williams. Nach ihrer Entlassung fand sie eine aufgegebene Wohnung vor. Williams war mit den Kindern verschwunden. Während sie ihre zwei Töchter Allison und Amy bei der lokalen Wohlfahrt auffand, waren ihr jüngstes und ältestes Kind für sie für immer verschwunden. Williams lebte in den nächsten Jahren zusammen mit Suzanne, Phillip wurde hingegen jahrzehntelang nicht gefunden. Chipman versuchte bei der Polizei und beim FBI eine Vermisstenanzeige aufzugeben, wurde aber abgewiesen, da Williams als Stiefvater sorgeberechtigt sei.

### Leben in Oklahoma City, Louisville und Atlanta
Durch ein breites Kontaktnetz mit ehemaligen Insassen konnte sich Floyd in den nächsten Jahren immer wieder gefälschte Geburtsurkunden und Führerscheine besorgen. Als Trenton B. Davis lebte er mit Sevakis, welche er als seine Tochter Suzanne Davis ausgab, von 1975 bis 1978 in Oklahoma City, Oklahoma. Er begann in einer Schule zu arbeiten und schleuste das intelligente Mädchen – Sevakis wurde später auf einen Intelligenzquotienten von über 130 getestet – in das Schulsystem ein. Nachdem eine Babysitterin ihn des sexuellen Missbrauchs an seiner Tochter beschuldigte, flohen sie und tauchten 1980 als Warren Judson Marshall und Sharon Marshall in Louisville auf. Dort fand Floyd eine Anstellung als Maler. Unter denselben Namen kehrten sie zwei Jahre später in Floyds Heimat Georgia zurück, wo sie sich im Norden Atlantas niederließen. Hier wechselte Sharon in einem Jahr dreimal die Schule. Im Juni 1986 erhielt sie ihren Abschluss an der Forest High School. Ihr Ziel war es, Luft- und Raumfahrttechnik an der Georgia Tech zu studieren. Einen dort angebotenen Studienplatz konnte sie nicht annehmen, da die beiden nach Phoenix, Arizona zogen. In der Zeit vor ihrem Abschluss wurde Suzanne erstmals schwanger und Floyd zog deshalb mit ihr in eine neue Stadt, wo sie niemanden kannte, damit er die erwachsene Sevakis weiter kontrollieren konnte. Das Kind wurde laut späteren Aussagen Floyds in Atlanta geboren und zur Adoption freigegeben. In Phoenix nahm die junge Frau einen Job als Hostess im Marriott Hotel in der Nähe des Flughafens an. Sie lernte den Kellner Greg Higgs kennen, mit welchem sie eine Partnerschaft einging. Sevakis plante nun an der Arizona State zu studieren, was sie aber aufgrund einer erneuten Schwangerschaft nicht verwirklichen konnte. Sie verließ Higgs und verschwand mit Floyd aus Arizona.

### Leben in Tampa
Im Jahr 1987 tauchten beide in Tampa, Florida, auf, wo die schwangere Sharon Marshall als Stripperin sowie vermutlich auch auf Drängen Floyds als Prostituierte arbeitete. Sie tanzte in einem Abendlokal namens Mons Venus in Tampa, wo Frauen bis zu 3.000 US-Dollar pro Woche verdienen konnten. Zuerst sollte sie erst einmal abnehmen, jedoch gefiel der Anblick der schwangeren Marshall den Gästen und sie konnte bleiben. Warren Marshall arbeitete als Maler, fiel aber bereits nach einigen Wochen von einer Leiter und lebte seit dem von einer kleinen Invalidenrente, aber hauptsächlich von Sharons Verdienst. Am 21. März oder 21. April 1988 wurde Michael Anthony Marshall, später Michael Anthony Hughes, geboren. Obwohl Warren die Anwesenheit des Säuglings störte, wurde dieses Kind nicht zur Adoption freigegeben. Nachdem er Sharon in Anwesenheit einer Arbeitskollegin sexuelle Avancen machte, ging im Mons Venus das Gerücht um, er verkehre mit seiner Tochter und sei gar der Vater Michaels.
Floyd und die erneut schwangere Sevakis verließen im Dezember 1988, ihrer üblichen Handlungsweise folgend, überhastet die Stadt. Sie zogen nach Louisville, wo Sevakis auch kurze Zeit als Tänzerin arbeitete. Am 25. Dezember 1988 wurde sie nach einer Drogenüberdosis bewusstlos in ihrem Auto vorgefunden und ins Krankenhaus gebracht. Sie wurde alsbald entlassen, und nach diesem Vorfall kehrten die Marshalls, im Gegensatz zu den vorigen Schwangerschaften, in ihren früheren Wohnort Tampa zurück. Bei der Arbeit lernte sie einen Mann namens Cary Strukel kennen, welcher ihr fester Freund wurde, und befreundete sich mit ihrer Kollegin Cheryl Ann „Stevie“ Commesso (* 1970). Floyd zeigte sich nun auch vor deren Freund als begeisterter Anhänger der Arbeit seiner „Tochter“. Er veranlasste auch, dass Sharon sich Brustimplantate machen ließ, um ihre Karrierechancen als Pornodarstellerin zu steigern. Außerdem zeigte er der Babysitterin Michaels und deren Freund provokante Videos von Sharon zusammen mit Commesso, welche er selbst aufgenommen hatte. Commesso zog später im Haushalt der Marshalls ein, nachdem sie sich mit ihren Mitbewohnern aufgrund ihrer Freizügigkeit überworfen hatte. Floyd verliebte sich in Commesso und verkehrte auch mit ihr, obwohl sie ihn nicht anziehend fand. Jedoch war sie von seiner Vita begeistert, was Warren ausnutzte. Er präsentierte sich ihr beispielsweise als Fotograf mit Kontakten zum Playboy, um von ihr pornografische Fotografien machen zu können.

### Verschwinden von Cheryl Ann Commesso
Andere Arbeitskolleginnen Sharons fanden es merkwürdig, dass Warren die Tätigkeit seiner Tochter so stark unterstützte; sie hielten ihn für gefährlich. Trotz aller Warnungen traf Commesso sich weiter mit ihm. Bei einem Bootstrip am Okeechobeesee forderte er Geschlechtsverkehr von Commesso, die sich aber weigerte. Der wütende Warren attackierte sie, schlug ihr ins Gesicht, versuchte, sie zu würgen, und wollte sie in einem Fischnetz fesseln. In Todesangst sprang sie von Bord, und sein ausgeworfenes Netz verpasste sie nur knapp. Daraufhin trampte Commesso nach Hause. Um Warren zu schaden, informierte sie die Behörden, dass Sharon Marshall über 1.500 US-Dollar wöchentlich verdiene. Die Sozialhilfezahlungen an sie wurden daraufhin gestoppt. Warren war aufgebracht und versuchte im April 1989, Commesso vor dem Mons Venus in seinen Wagen zu ziehen, was aber von den Türstehern des Etablissements verhindert wurde. Eine Woche später verschwand sie spurlos. Mitte April war Sharon Marshall sichtbar erneut schwanger, und eine Arbeitskollegin konfrontierte sie nun direkt mit dem Verdacht, dass ihr Vater der Kindsvater sei. Sharon offenbarte nun erstmals, dass Warren nur ihr Stiefvater sei und sie seit Jahren missbrauche. Dennoch könne sie ihn nicht verlassen, da sie gesehen habe, wozu er fähig sei und sie Angst habe, dass er sonst sie und Michael töten würde.
Am 9. Mai 1989 wurde gegen Warren Marshall ein Haftbefehl wegen Versicherungsbetrug erlassen. Er hatte das Motorboot, auf dem er Commesso angegriffen hatte, absichtlich versenkt. Einen Monat später brannte er sein Mobilheim ab und verschwand mit Sevakis und Michael.

### Leben in Tulsa
Im Juni 1989 wurde Commesso schließlich von ihrem Vater als vermisst gemeldet, woraufhin die Marshalls aus der Stadt flohen. Ihr Wagen, eine rote Corvette C4, war bereits im Mai verlassen auf einem Parkplatz am St. Petersburg-Clearwater International Airport aufgefunden worden. Sie zogen nach New Orleans, Louisiana, und Floyd nahm den Namen Clarence Marcus Hughes an. Er heiratete die junge Tonya Dawn Tadlock, wie sich Sevakis nun nannte, und sie bekam im August ein Mädchen, welches zur Adoption freigegeben wurde. Im September 1989 zogen sie weiter nach Tulsa, Oklahoma, wo Tonya einen Job als Stripperin im Passions annahm. Sie befreundete sich mit ihrer Arbeitskollegin Karen „Connie“ Parsley, ging eine Beziehung mit dem College-Studenten Kevin Brown ein und entfremdete sich immer mehr von Floyd. Sie dachte an eine Zukunft mit Brown, fand wieder Lust am Lesen und wollte sich mit Michael endgültig von Floyd trennen. Sie war dem Pädophilen längst entwachsen und diente ihm nur noch zur Geldbeschaffung. Er schien sich nun auf ihren Sohn Michael zu fokussieren und eine lebende Sevakis war ihm dabei im Weg.

### Tod von Suzanne Marie Sevakis
Anfang April 1990 entdeckten Autofahrer nachts die schwer verletzt neben der Straße liegende Tonya Dawn Hughes (Sevakis). Die Schwerverletzte wurde ins Presbyterian Hospital in Oklahoma City eingeliefert. Ihre an der Fundstelle verstreuten Habseligkeiten und Einkäufe legten einen Unfall mit Fahrerflucht nahe. Bei Einlieferung war Hughes ansprechbar, wurde aber aufgrund eines potenziell lebensbedrohlichen Hämatoms am Hinterkopf in ein künstliches Koma versetzt. Auffällig war das Fehlen jeglicher für ein solches Unfallgeschehen typischen Wunden und Frakturen. Clarence Marcus Hughes kam am nächsten Tag ins Krankenhaus. Er wirkte empathielos und befestigte an der Zimmertür ein selbstgemachtes Schild mit der Aufschrift „NO VISITORS“. Angeblich sei er im Motel eingeschlafen, während seine Frau Besorgungen machte.
In den folgenden Tagen wurde sie regelmäßig von ihrer Freundin Karen Parsley und Kevin Brown besucht, zum Missfallen ihres Mannes. Tonya zeigte dabei auch erstmals Reaktionen auf ihre Umwelt und schien auf dem Weg der Besserung. Die Ärzte waren sich nun sicher, dass sie ihre Verletzung überleben würde. Dabei äußerte der zuständige Arzt auch den Verdacht gegenüber Parsley, dass Tonya nicht von einem Auto angefahren wurde, und berief sich dabei auf das Fehlen unfalltypischer Verletzungen. Parsley ging davon aus, dass Tonya weiterhin Lebensgefahr von Clarence drohte. Sie bat das Krankenhaus, vermehrt auf Tonyas Zimmer zu achten, und hinterließ ihre Kontaktdaten. Bereits in der folgenden Nacht verschlechterte sich Tonyas Zustand und sie verstarb.
Dr. Charles Engel führte die Obduktion des Leichnams durch und entdeckte diverse nicht unfallbedingte Blessuren und blaue Flecken an den Gliedmaßen. Außerdem stellte er fest, dass Tonya Hughes diverse Schwangerschaften durchlebte und sie mehrere chirurgische Vorgänge hatte durchführen lassen, darunter ihre Brustvergrößerung und Gesäßvergrößerung. Die schwere Schädelverletzung stufte er als Folge absichtlicher Gewalteinwirkung ein, womit ein Tötungsdelikt vorlag. Zur Verwunderung der Trauergäste bei der Beerdigung von Tonya am 4. Mai platzierte Clarence Hughes auf dem Sarg das Foto eines kleinen Mädchens auf dem Schoss eines zirka dreißigjährigen Mannes, vermutlich er selbst mit Suzanne Sevakis. Kurze Zeit später beantragte der Witwer bei einem Versicherungsunternehmen die Auszahlung einer der beiden erst Monate zuvor abgeschlossenen Lebensversicherungen in Höhe von 50.000 Dollar. Dabei gab er die Sozialversicherungsnummer Franklin Delano Floyds an, gegen den der Haftbefehl aus dem Jahr 1973 noch vorlag, und verließ im Anschluss die Stadt Tulsa. Das Versicherungsunternehmen meldete dies der Polizei, welche herausfand, dass die Geburtsurkunde von Tonya Dawn Hughes gefälscht und Clarence Hughes vor seiner Ankunft in Tulsa nirgends in Erscheinung getreten oder gemeldet war.
Die Suche nach Verwandten für Tonyas Beerdigung ergab, dass der Name Tonya Dawn Tadlock zu einem Kleinkind aus Alabama gehörte, das mit nur 18 Monaten verstorben war.

## Aufdeckung seiner Identitäten

### Festnahme und Kampf um das Sorgerecht für Michael Anthony Hughes
Bereits am 1. Mai 1990 hatte Clarence Hughes seinen zweijährigen Sohn Michael Anthony Hughes freiwillig in die Obhut des Jugendamtes gegeben, die das Kind zunächst in der Pflegefamilie Bean unterbrachte. Inzwischen äußerte Karen Parsley bei den Sozialbehörden den Verdacht, dass Hughes die Kindsmutter ermordet und das Kind in seiner Obhut misshandelt hatte, weshalb dieser sein Kind vorerst nicht zurückerhielt. Die erfahrenen Pflegeeltern erlebten Michael als stark traumatisiert. Er gab zunächst nur grunzende und knurrende Laute von sich, weinte und schlug permanent den Kopf gegen den Boden. Zwar besserte sich sein Verhalten nach einigen Tagen, doch es zeigte sich ein deutlicher Entwicklungsrückstand mit Sprach- und Bewegungsdefiziten sowie einer kurzen Aufmerksamkeitsspanne.
Ebenfalls im Mai 1990 erhielt der Kindsvater Greg Higgs einen Anruf von Floyd, der sich als Warren Marshall ausgab. Higgs habe einen zweijährigen Sohn und solle diesen bei sich aufnehmen. Vermutlich wollte er den Jungen nach Absitzen seiner Haftstrafe aus Higgs Obhut entführen. Sechs Wochen nach seiner Flucht aus Tulsa wurde Franklin Floyd in Augusta, Georgia, festgenommen. Er hatte sich unter dem Namen Trenton B. Davis mit Gelegenheitsarbeiten als Maler und Handwerker durchgeschlagen. Inzwischen durchschauten die Ermittler auch immer mehr seiner zahlreichen Alias-Namen (Preston Morgan, Whistle Britches Floyd, Kingfish Floyd, Clarence Marcus Hughes). Diese hatte er entweder von Grabsteinen abgelesen oder mit seinem wirklichen Nachnamen Floyd gebildet, da er es bevorzugte, mit Floyd angesprochen zu werden. Um das Sorgerecht an seinem Sohn nicht zu verlieren, nahm er sich einen angesehenen Strafverteidiger. Diesen finanzierte er mit den 80.000 US-Dollar aus den beiden Lebensversicherungen. Im Dezember 1990 wurde er vom Richmond County Joint Law Enforcement Center in ein Gefängnis in El Reno, Oklahoma, verlegt und erhielt das Recht, seinen Sohn zu festgesetzten Zeiten monatlich sehen zu dürfen. Im Februar 1991 akzeptierte er bei einer Verhandlung über das Sorgerecht nach seiner Haftentlassung die Teilnahme an einem Kindererziehungskurs und stimmte einem Vaterschaftstest zu. Im Januar 1992 wies er die Kursteilnahme nach, verweigerte aber wiederum den Vaterschaftstest. Im Juli desselben Jahres musste er ihn schließlich ablegen und es wurde festgestellt, dass er nicht der leibliche Vater Michaels war. Dies war ihm aber offensichtlich bekannt gewesen. Im Dezember 1992 beendete ein Gericht das Kontaktrecht und die Besuchsregelung, und die Beans leiteten ein Adoptionsverfahren ein.
Am 30. März 1993 wurde Floyd aus der Federal Correctional Facility in El Reno entlassen und musste sich als Bewährungsauflage wöchentlich in einer Resozialierungseinrichtung melden. Im Juli 1993 hob der Oklahoma Supreme Court das Urteil des Gerichts auf, die monatlichen Besuche wurden wieder erlaubt und Floyd erhielt wieder eine Chance, das Sorgerecht für Michael zurückzugewinnen. Dieser hatte in seiner Zeit bei der Pflegefamilie erhebliche Fortschritte gemacht, das Sprechen gelernt und seine traumatisierte Verhaltensweise der Vergangenheit hinter sich gelassen. Floyd arbeitete als Hausmeister in einer Wohnanlage, wo er Zugang zu allen Wohnungsschlüsseln hatte. Als eine Mieterin ihn beim Durchwühlen einer Schublade überraschte, wurde sie von ihm überwältigt und bedroht. Ihr Freund traf kurze Zeit später ein und hielt Floyd bis zum Eintreffen der Polizei fest. Floyd blieb weiter auf Bewährung, verlor aber seine Arbeitsstelle und musste in die Resozialierungseinrichtung einziehen, welche er nun nur noch zum Arbeiten verlassen durfte.

### Entführung von Michael Anthony Hughes
Die Entscheidung um das Sorgerecht wurde für den 23. September 1994 anberaumt und Franklin Floyd machte sich ob seiner jüngsten Straftat keine Hoffnungen mehr. Der inzwischen sechsjährige Michael Anthony Hughes hatte am 12. September 1994 seinen ersten Schultag in der Indian Meridian Elementary School in Choctaw, Oklahoma. Franklin Floyd betrat um neun Uhr das Schulgebäude. Mit einer Schusswaffe zwang er den Schulleiter, Michael aus dem Unterricht zu holen. Die drei stiegen am Parkplatz in den Pick-up des Schulleiters, der in ein Waldgebiet dirigiert wurde. Dort wurde der Schulleiter mit Handschellen an einen Baum gefesselt und erst Stunden später von Spaziergängern befreit. Franklin Floyd war einmal mehr die Flucht gelungen.

### Fahndung und Rekonstruktion seines Lebens
In den folgenden Ermittlungen fokussierte sich die Polizei auch darauf, das Leben Floyds seit seiner Flucht im Jahr 1973 zu rekonstruieren und die wirkliche Identität von Tonya Dawn Hughes zu ermitteln. Zuständig für den Entführungsfall Michael Hughes war Agent Joe Fitzpatrick mit mehreren Mitarbeitern. Am siebzehnten Ermittlungstag erhielten die Ermittler von einem ehemaligen Kollegen Floyds ein Foto eines gewissen Trenton B. Davis mit seiner rund sechs Jahre alten Tochter Suzanne Davis. Bis dahin hatte man das Leben Floyds nur bis ins Jahr 1975 zurückverfolgen können, als er als Trenton B. Davis erstmals in Oklahoma City auftauchte, und die Ermittler gingen davon aus, dass er seine Frau Tonya erst später kennengelernt hatte. Die Ähnlichkeit zwischen der Erwachsenen Tonya Dawn Hughes und Suzanne Davis legte nahe, dass es sich um ein und dieselbe Person handelte. Das Mädchen musste Floyd irgendwann zwischen 1973 und 1975 entführt haben, und dieser fehlende Zeitraum in seiner Biografie verhinderte lange die Ermittlung ihrer wahren Identität.
Am 22. Oktober 1994, sechs Wochen nach der Entführung von Michael Hughes, entdeckte ein Polizist in Dallas, Texas, das gestohlene Fahrzeug des Schulleiters und damit die erste Spur zu Floyd. Fitzpatrick bat die Behörden in Oklahoma, Kentucky, Georgia, Arizona und Florida um Rückmeldung bei Kontakt mit Franklin Floyd und seinen Alias-Identitäten. Am 9. November wurde ein Antrag auf Führerscheinverlängerung unter dem Namen Warren Marshall aus Louisville gemeldet.

## Verurteilung als Entführer

### Verhaftung und Anklage
In Louisville arbeitete Floyd unter dem Namen Warren Marshall als Autoverkäufer und erwartete seinen Führerschein am 10. November 1994. Ein als FedEx-Fahrer verkleideter FBI-Agent lockte Floyd auf einem Parkplatz vor seiner Arbeitsstelle, wo er verhaftet wurde. Es gab jedoch immer noch keine Spur von Michael, und im Verhör machte Floyd falsche Angaben zur wahren Identität von Suzanne Davis bzw. Sharon Marshall bzw. Tonya Dawn Hughes. Er behauptete, Michael sei von der Mafia entführt worden, da Tonya Mafia-Geld gestohlen und vergraben habe. In Oklahoma bereitete man sich in der Zwischenzeit auf die Rückführung Floyds und die Anklage wegen Michaels Entführung, diverser weiterer Straftaten in Verbindung mit der Entziehung sowie des illegalen Besitzes einer Schusswaffe vor.
Es wurde ermittelt, dass Floyd als Warren Marshall spätestens am 21. September 1994, neun Tage nach der Entführung von Michael, in Atlanta auftauchte, denn ab diesem Tag befand er sich in psychiatrischer Behandlung. Er sagte dort, dass seine Frau und sein Sohn gestorben seien, und verließ die Klinik nach acht Tagen. In Louisville übernachtete er zwei Tage in einer Obdachloseneinrichtung, mietete sich anschließend eine Wohnung und erhielt eine Arbeit als Maler. Arbeitskollegen erschien er unangenehm und unheimlich. Eine Woche später erzählte er einem Arbeiter, dass er in Atlanta einen fünfjährigen Jungen entführt hatte und seine Frau eine Prostituierte war. Nachbarn beobachteten, dass er die ganze Nacht in seiner Wohnung umherging. Schon bald kündigte er beim Malerbetrieb und wurde in einem Autohaus eingestellt, wo er nach zwei Tagen gefasst wurde.
Da Floyd sich als fürsorglicher Vater von Michael in den beiden Jahren in seiner Obhut präsentierte, war die Staatsanwaltschaft beunruhigt, ob der Anklagepunkt der Kindesentführung vor Gericht standhalten würde. Denn obwohl Floyd nicht der leibliche Vater Michaels war, stellte er für ihn in dieser Zeit die Vaterfigur dar und konnte so als Vater definiert werden, wodurch er sich nicht der Entführung strafbar gemacht hätte. Die Ermittler gingen davon aus, dass Michael mit Floyd nach Atlanta gekommen war und dieser ihn danach ermordete, da ihn niemand in Atlanta oder Louisville gesehen hatte. Zeugen äußerten diverse Szenarios, wie der Junge zu Tode gekommen sein könnte. Ein ehemaliger Mitgefangener Floyds gab zu Protokoll, dass dieser Michael von einer Brücke in einen Fluss geworfen hatte, und ein weiterer Zeuge gab an, dass er Michaels Leiche in ein für die Olympischen Spiele 1996 in Atlanta gebautes Abflussrohr gesteckt hatte. Seine Schwester Dorothy Leonard sagte aus, dass er den Mord in einem Telefongespräch zugegeben hatte.

“He said they had a motel room and when they went there he wanted to give Michael a bath and told him to take off his clothes. Franklin turned on the water and kept it running when Michael got in the bath. Franklin told him to lie on his stomach. But Michael turned around and saw Franklin taking his clothes off. Michael started to question him, asking Franklin why he was taking his clothes off too. Franklin told me he said they were going to play games together, and got into the tub with Michael, who was hollering for him to get out.”

„Er sagte, sie hatten ein Motelzimmer und er wollte Michael baden und sagte ihm, er solle sich ausziehen. Franklin ließ Wasser ein und ließ es laufen, als Michael in die Wanne stieg. Franklin sagte ihm, er solle sich auf den Bauch legen. Michael drehte sich aber um und fragte, warum er sich denn auch auszöge. Franklin erzählte mir, er habe ihm gesagt, dass sie miteinander spielen würden und stieg zu Michael in die Wanne, der aber brüllte, dass Franklin aus der Wanne 'raus sollte.“

Sie führte weiter aus:

“Franklin said he stayed in the tub, then started asking Michael if he loved him. He told me he said, ‘Michael, do you love me?’ Michael said
‘No.’ Franklin was upset, and pushed Michael’s head in the water, then let him come up for air. He asked him again if he loved him, and Michael said ‘No’ again, so Franklin put him under again. It happened a third time, with Michael saying ‘No.’ I know Franklin. He must have been so mad at that poor little boy he just held his head under the water until he stopped moving.”

„Franklin blieb aber in der Wanne und fragte Michael, ob er ihn lieb hatte. Er erzählte mir, er sagte: ‚Michael, hast du mich lieb?‘ Michael sagte: ‚Nein.‘ Franklin war aufgebracht und drückte Michaels Kopf unter Wasser, dann ließ er ihn hoch um Luft zu holen. Er fragte ihn erneut, ob er ihn lieb hatte und Michael sagte erneut ‚Nein‘ und Franklin tauchte ihn wieder ein. Es geschah ein drittes Mal und Michael sagte noch immer ‚Nein.‘ Ich kenne Franklin. Er musste so wütend auf diesen armen, kleinen Jungen gewesen sein, dass er seinen Kopf solange unter Wasser hielt, bis dieser aufhörte sich zu bewegen.“

Floyd soll gegenüber ihr zugegeben haben, Michael in der Badewanne ertränkt zu haben. Anschließend soll er die Leiche in den Kofferraum seines Autos gelegt und ihn irgendwo entsorgt haben. Den Ort teilte er ihr nicht mit. Der Chefermittler Fitzpatrick glaubte Leonards Aussage. Am 14. Januar 1995 fanden Ermittler auf einem Parkplatz in Atlanta ein Auto, welches Floyd einen Tag vor seiner freiwilligen Einweisung in die Psychiatrie gestohlen hatte.

### Gerichtsprozess und Verurteilung
Der Prozess gegen Franklin Delano Floyd begann am 29. März 1995. Ein Antrag der Verteidigung auf Prozessverlegung war zuvor abgelehnt worden, ebenso ein Antrag auf Sequestration (US-Strafverfahrensrecht). Letztendlich fand der Prozess ohne Geschworene statt. Als Erster trat Special Agent Joe Fitzpatrick in den Zeugenstand. Einige Tage nach Prozessbeginn fand der neue Besitzer des Pick-ups von James Davis in einem Hohlraum zwischen Ladefläche und Tank einen Umschlag mit Fotos, der von der örtlichen Polizei an die Ermittler weitergereicht wurde. Es waren darunter diverse Aufnahmen eines Mädchens in eindeutigen sexuellen Posen vom Kleinkind- bis zum Erwachsenenalter, und Fitzpatrick konnte es klar als Sharon Marshall identifizieren. Damit war bewiesen, dass sie von Floyd seit ihrer Entführung sexuell missbraucht worden war. Zusätzlich enthielt der Umschlag Aufnahmen einer unbekannten Frau, die nackt, gefesselt, zusammengeschlagen, mit gespreizten Beinen und offensichtlich bewusstlos auf dem Rücken lag. Da in das bereits laufende Verfahren keine neuen Beweismittel eingebracht werden konnten, behielt die Anklage die Fotos vorerst in der Hinterhand, während die Ermittler die Identitätsermittlung der Unbekannten vorantrieben.
Floyd stellte sich vor Gericht als aufrechter Bürger dar. Dem stand aber eine drückende Beweislast gegenüber. Am 7. April 1995 endete die Beweisaufnahme und die Schlussplädoyers begannen drei Tage später. Hier sprachen Floyd und seine Verteidigerin davon, wie sehr er als Kind im Heim und später als Erwachsener in Haft gelitten habe, weshalb er Institutionen nicht mehr vertraute. Als „Vater“ habe er Michael aus diesem System befreien und selbst für ihn sorgen wollen. Trotz dieses als herzzerreißend beschriebenen Plädoyers wurde er in allen Anklagepunkten schuldig gesprochen. In der Tiefgarage des Gerichtsgebäudes zeigte Floyd vor laufenden Kameras eine andere Seite als wenige Minuten zuvor und rief einem fragestellenden Reporter mehrfach „Fuck Oklahoma“ zu. Er kam ins Oklahoma County Jail, wo er bis zur Strafmaßverkündung am 10. August 1995 blieb.
Trotz des Schuldspruchs und der hohen Wahrscheinlichkeit, dass Floyd lebenslang hinter Gittern weilen würde, waren wesentliche Punkte des Gesamtkomplexes noch immer ungeklärt. Weder kannte man die wahre Identität der Sharon Marshall und die Umstände, wie sie zu Tode kam, noch den Verbleib des Michael Anthony Hughes sowie die Identität der Unbekannten auf den Fotos. Bereits neun Tage später endete die Arbeit der Ermittler am Floyd-Fall vorzeitig durch den Bombenanschlag auf das Murrah Federal Building in Oklahoma City, bei welchem 168 Menschen zu Tode kamen. Am 10. August 1995 wurde Franklin Delano Floyd zu einer Freiheitsstrafe in Höhe von 52 Jahren und drei Monaten ohne Möglichkeit auf Bewährung verurteilt. Er erhielt keine lebenslange Freiheitsstrafe, hätte das Gefängnis aber erst mit 104 Jahren verlassen können.

## Verurteilung als Mörder

### Entdeckung und Identifizierung der Leiche von Commesso
Am 29. März 1995 wurde bei Arbeiten in einer ausgetrockneten Lagune unweit der Interstate 275 ein menschlicher Schädel entdeckt. Im Rahmen der Spurensicherung wurden weitere Knochen, Zähne und Haare sowie Kleidung und Schmuck freigelegt, und die sterblichen Überreste konnten als Frauenleiche eingeordnet werden. In der Gerichtsmedizin wurden zwei Einschusslöcher am Hinterkopf und diverse Gesichtsverletzungen festgestellt. Die auf 16 bis 20 Jahre geschätzte Frau war vor zwei bis drei Jahren ermordet worden. Den Fall übernahmen die örtlichen Kriminalbeamten Robert Schock und Mark Deasaro. Nach erfolglosem Abgleich der Leichenmerkmale mit ca. 50 vermissten Frauen aus der Region Tampa-Saint Petersburg wurde der Fall nach einigen Wochen vorerst zu den Akten gelegt.
Über ein Jahr später, am 16. Juli 1996, erhielt Schock einen Anruf des FBIs in Tampa, welches Fotos einer unbekannten, vermutlich toten Frau mit dem unidentifizierten Leichenfund vergleichen wollte. Die Fotos aus Floyds gestohlenem Pick-up zeigten die brutal zugerichtete Frau in derselben Kleidung, die man in der Lagune gefunden hatte. Joe Fitzpatrick hatte die Bilder an das FBI gesandt, da Floyd zwischen 1988 und 1989 in Tampa gewohnt hatte. Deshalb hatten sich die Ermittler auf Vermisstenfälle aus dieser Zeit konzentriert und waren auf Cheryl Ann Commesso gestoßen. Durch den Vergleich der Zahnschemas wurde die Leiche aus der Lagune letztendlich als Commesso identifiziert. Am 25. März 1997 wurde Franklin Delano Floyd im Oklahoma City Jail erstmals zum Mord an Cheryl Ann Commesso befragt, gab aber an, die Frau nicht gekannt zu haben. Erst beim zweiten Verhör zwei Tage später war sie ihm nun doch bekannt, er bestritt den Mord an ihr aber vehement.

### Gerichtsprozess und Verurteilung
Im November 1997 plädierte er auf schuldig bezüglich der Entführung von Michael Anthony Hughes. Dies ermöglichte ihm eine Überführung in das Georgia State Prison, wo er bereits von 1971 bis 1972 inhaftiert gewesen war. Am 12. November 1997 wurde gegen Floyd Anklage wegen Mordes erhoben, aber das Verfahren kam nur langsam voran. Am 2. März 2001 wurde er auf Antrag der Verteidigung als nicht verhandlungsfähig eingestuft. Er kam zwecks weiterer Untersuchungen in eine Psychiatrie und wurde nach mehreren Monaten für verhandlungsfähig erklärt. Am 9. September 2002 begann schließlich der Gerichtsprozess. Da es weder Tatzeugen noch ein Tatgeständnis gab, stützte sich die Anklage einzig auf die gefundenen Fotos und Belastungszeugen aus seinem Umfeld. Am 28. September wurde Franklin Delano Floyd von den Geschworenen des Mordes schuldig gesprochen. Als Motive wurden die Meldung Commessos bei der Sozialbehörde sowie ihre Zurückweisung von Floyds Avancen genannt. Am 1. Oktober wurde er von der Jury zum Tode verurteilt. Er verblieb im Pinellas County Jail bis zu seiner Überführung in den Todestrakt des Florida State Prison im Februar 2003. Seitdem wartete er auf seine Hinrichtung durch eine letale Injektion.

## Spätere Entwicklungen und Identifizierung von Sevakis
Trotz seiner aussichtslosen Lage schwieg Franklin Delano Floyd auch in den nächsten Jahren über die wirkliche Identität von Sharon Marshall, das Schicksal von Michael Anthony Hughes und die Umstände des Todes von Cheryl Ann Commesso. In einem Interview mit dem Autor Matt Birkbeck gab er an, er hätte Michael an eine Untergrundgruppe gegeben, welche ihn aus dem Land brachten und seitdem mit ihm über Anzeigen in USA Today kommunizierten. Diverse NGOs versuchten in den nächsten Jahren die Identität von Sharon Marshall zu ermitteln, wie das National Center for Missing & Exploited Children oder das Doe Network.
Im September 2014 gestand Floyd zwei FBI-Agenten die Ermordung von Michael Anthony Hughes. Er gab an, den Jungen bereits am Tag seiner Entführung mit zwei Kopfschüssen getötet und seinen Körper neben der Interstate 35 verscharrt zu haben. Eine Untersuchung des Erdreichs an der angegebenen Stelle verlief ergebnislos, so dass man davon ausging, dass die Leiche, so sie denn tatsächlich hier verscharrt worden war, von Wildschweinen gefressen worden war. Zusätzlich enthüllte er erstmals die wahre Identität von Suzanne Marie Sevakis sowie Details ihrer Entführung. Im Oktober 2014 wurde schließlich bekanntgegeben, dass Suzanne Davis alias Sharon Marshall alias Tonya Dawn Hughes in einer DNA-Analyse als Suzanne Sevakis identifiziert wurde. Da ihre Mutter nie eine Vermisstenanzeige aufgegeben hatte, war sie nie in einer Vermissten-Datenbank gelistet. Über die Umstände des Todes von Sevakis schwieg Floyd jedoch weiterhin beharrlich.
Der Verbleib des Säuglings Phillip Steven Brandenburg war für Jahrzehnte unbekannt. Erst 2019 meldete sich ein Mann namens Phillip Steven Patterson, der im Alter von sechs Wochen in North Carolina adoptiert worden war. Er teilte sich mit dem Verschollenen die beiden Vornamen mit der seltenen Schreibweise des Vornamens Phillip und auch das Geburtsdatum. Bei der Erforschung seiner familiären Wurzeln war er auf den Vermisstenfall gestoßen. Ein DNA-Abgleich bestätigte, dass Patterson der verschwundene Junge war.

## Literarische Aufarbeitung
In seinem 2004 erschienenen Buch A Beautiful Child beschrieb Matt Birkbeck das gesamte Leben Franklin Delano Floyds und das der damals noch unidentifizierten Suzanne Marie Sevakis.